# 何承翰
何承翰（1983年12月01日—），台灣動物保護、環保及社會運動人士，擔任中華電力關懷協會監事、臺北市動保處TNR模範里計畫社區志工、大學溫州社區守望相助隊總隊長、臺北市大安區溫州社區發展協會理事長、社團法人台灣愛貓協會理事、臺北市政府市政顧問、臺北市政府第10～11屆樹保委員，2018年以無黨籍身份參選台北市大安區大學里長。

## 參與環境動保文資運動

### 用熱血講自己社區故事
2014年，何承翰在台北市溫州社區熱心講述自己社區的故事，搶救社區消失的文化資產，讓它的生命繼續下去。他也建立守望相助隊，維護社區安全。

### 台灣大學都更名人宿舍引發文資人士不滿
2014年7月31，台灣大學都更日治時期歷史名人故居，將拆除前園藝系教授中村三八夫的溫州街宿舍。何承翰不滿先前查證宿舍文資價值時，台大總務處人員卻互踢皮球，不管怎麼問都不回應；還以宿舍鑰匙遺失為由，不讓民眾查看。

### 溫州社區街貓大橘子被殺害何承翰呼籲社區守護
2016年1月19日，街貓大橘子被虐殺，造成社會氣氛低迷與憂心。溫州社區協會的理事長何承翰同時身兼守望相助巡邏隊長，呼籲社區要站出來守護更多的流浪動物，讓這樣的悲劇減少，讓社區與流浪動物間取得平衡讓虐殺事件減少。

### 2018年憲兵除役軍犬認養
2018年5月29日，軍中除役軍犬在多方動物保護人士爭取下，以公開公平審核抽籤下方式獲得安養年老的新飼主。

## 外部連結
- 何承翰在facebook的專頁